# Monica Bellucci
Monica Anna Maria Bellucci (Città di Castello, 30 settembre 1964) è un'attrice ed ex modella italiana.
Considerata una delle più celebri sex symbol a cavallo tra gli anni 1990 e 2000, nella sua carriera ha preso parte a svariati film di notevole successo internazionale, fra cui Dracula di Bram Stoker di Francis Ford Coppola, Malèna di Giuseppe Tornatore, Matrix Reloaded e Matrix Revolutions di Larry e Andy Wachowski, La passione di Cristo di Mel Gibson, I fratelli Grimm e l'incantevole strega di Terry Gilliam, Spectre di Sam Mendes e Beetlejuice Beetlejuice di Tim Burton; inoltre è stata molte volte protagonista di pellicole destinate a far discutere a causa delle scene di violenza in esse contenute, fra cui Dobermann e Irréversible.
Nel 2003 è la prima donna italiana cui viene affidato il ruolo di madrina alla 56ª edizione del Festival di Cannes. Nel 2004 diventa la prima personalità non francese scelta per attivare l'illuminazione degli Champs Élysees nella tradizionale cerimonia natalizia. Ha fatto parte della giuria in rappresentanza dell'Italia al Festival di Cannes del 2006 e torna ad essere madrina dello stesso nel 2017, in occasione della 70ª edizione. Su invito dell'Academy of Motion Picture Arts and Sciences diventa presenza fissa nella minoranza italiana votante dell'accademia, esprimendo per la prima volta il voto nel 2018 in occasione della 90ª edizione dei Premi Oscar.

## Biografia
Figlia unica di Pasquale Bellucci, camionista, e di Brunella Briganti, casalinga, cresce a Selci-Lama, una frazione di San Giustino, nel Tifernate. Dopo avere ottenuto la maturità classica presso il liceo "Plinio il Giovane" a Città di Castello, comincia a lavorare come modella per pagarsi gli studi presso la Facoltà di Giurisprudenza dell'Università degli Studi di Perugia, che tuttavia abbandona nel 1988 per trasferirsi a Milano e, sotto contratto con la Elite Model Management, dedicarsi completamente alla moda e alla recitazione.

## Carriera

### Modella
Nel 1988 approda a Milano, dove sfila sulle più importanti passerelle sotto contratto con l'Elite Model Management. L'anno successivo, raggiunge la fama a Parigi e a New York. Nel 1997 è immortalata da Richard Avedon nel Calendario Pirelli. Ha posato per il calendario sexy della rivista Max (1999), fotografata da Fabrizio Ferri, e l'anno successivo è la protagonista del calendario sexy di GQ, fotografata questa volta da Gian Paolo Barbieri.
Ha sfilato per Dolce & Gabbana, Fendi e tutte le più importanti griffe mondiali. Ha guadagnato la copertina della rivista francese Elle e di Vogue, ed è inoltre stata testimonial per Alessandro Dell'Acqua e Blumarine. Nel 2003, sempre per Dolce & Gabbana, diventa testimonial del profumo Sicily. Nel novembre 2007 diventa testimonial per Intimissimi e recita nel cortometraggio Heartango, diretto da Gabriele Muccino. Sempre nel 2007 diventa testimonial di Cartier per la linea di gioielli Délices.
Dal 2008 lo stilista John Galliano insieme con il make-up artist Tyen l'ha voluta come testimonial del rossetto Rouge Dior, uno dei cavalli di battaglia della maison francese Dior nel campo del make up. Testimonial per Dior anche per la linea di borse e accessori, nel 2010 ha vestito i panni di una moderna Eva per lo spot del profumo Hypnotic Poison. Sempre nel 2010 l'attrice viene confermata da Martini (marchio) e da Dolce & Gabbana come protagonista di un nuovo spot tv (dall'atmosfera felliniana) per il lancio del nuovo aperitivo Martini Gold, nato dalla collaborazione tra i due stilisti e il brand di bevande. Nel 2012, ancora per Dolce & Gabbana, realizza lo short movie Three days with Monica diretto da Leandro Manuel Emede e, nello stesso anno, è la testimonial di una linea di rossetti a lei dedicata dalla linea make up dei due stilisti. Nel 2018 viene scelta dalla Nivea come ambasciatrice della linea skin care.

### Attrice

#### Anni 1990
L'esordio nel mondo della recitazione avviene nel 1990 con la miniserie televisiva Vita coi figli (regia di Dino Risi), a fianco di Giancarlo Giannini, Corinne Cléry, e il futuro compagno Nicola Farron. È nell'anno successivo che esordisce nel cinema con un ruolo da protagonista nel film La riffa di Francesco Laudadio (in cui però la sua voce viene doppiata), con Massimo Ghini e Giulio Scarpati; è ancora protagonista al cinema con Alessandro Gassman e Angela Finocchiaro in Ostinato destino (in cui però la sua voce viene doppiata). Nel 1992 fa la sua prima comparsa in un film in lingua inglese: Dracula di Bram Stoker (diretto da Francis Ford Coppola) nel ruolo di una delle tre concubine del conte Dracula. Arrivano poi Briganti - Amore e libertà, di Gianfranco Albano, e la nota commedia I mitici - Colpo gobbo a Milano, di Carlo Vanzina. Seguono Palla di neve (regia di Maurizio Nichetti) e Il cielo è sempre più blu (di Antonello Grimaldi).
Nel 1996, dopo aver già conquistato notevole fama oltralpe come modella, esordisce nel cinema francese con un ruolo da protagonista nel film L'appartement, di Gilles Mimouni; interpretazione che le varrà una candidatura ai Premi César. Da questo momento in poi la sua carriera d'attrice si avvia e sviluppa con successo anche in Francia, dove infatti interpreta già nel 1997 la parte da protagonista di una zingara sordo-muta nel dibattuto film Dobermann, ispirato a un fumetto; per ricoprire questo ruolo l'attrice imparò il linguaggio dei segni.
Dopo Mauvais genre, Come mi vuoi, e Le plaisir, nel 1998 è tra i protagonisti de L'ultimo capodanno, diretto da Marco Risi e basato su un racconto scritto da Niccolò Ammaniti. Il film ha un travagliato percorso di lancio, tanto che verrà sospesa dal regista stesso la proiezione nelle sale, per essere poi ripresa un anno dopo.

#### Anni 2000

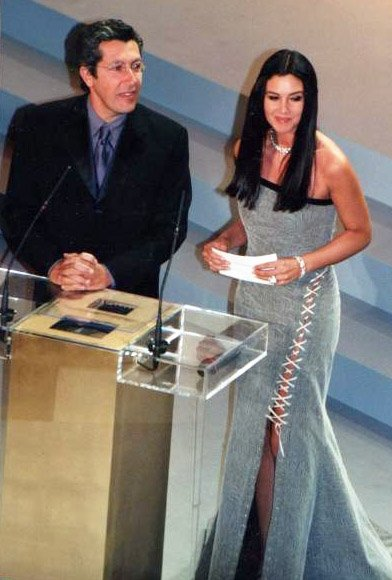
Bellucci e Alain Chabat ai Premi César 2001

Seguono poi quattro pellicole di produzione francese, prima di arrivare ad affiancare i Premi Oscar Gene Hackman e Morgan Freeman nel thriller Under Suspicion, diretto da Stephen Hopkins e presentato in concorso al 53º Festival di Cannes. È nel 2000, con l'uscita nelle sale di Malèna di Giuseppe Tornatore, in cui interpreta una giovane donna siciliana caduta in disgrazia a causa della seconda guerra mondiale, che la Bellucci ottiene l'affermazione definitiva nel cinema e una sempre maggiore popolarità in tutto il mondo, facendola conoscere dapprima in Europa e poi in America e Asia.
Recita ancora in Francia ne Il patto dei lupi, diretto da Christophe Gans e in Asterix & Obelix - Missione Cleopatra, dove interpreta appunto la celebre sovrana d'Egitto per la regia di Alain Chabat. Per quest'ultimo film la produzione chiede una reinterpretazione della canzone di Umberto Tozzi Ti amo, che ebbe grande successo internazionale all'epoca dell'uscita. Il brano viene quindi nuovamente inciso, stavolta con la partecipazione di Monica Bellucci, e inserito come sottofondo in diverse scene del film in cui l'attrice è presente. Questo duetto vende centinaia di migliaia di copie nel Paese transalpino.
Nel 2002 recita e improvvisa, per via dell'assenza di un copione, con l'allora marito Vincent Cassel il controverso film di Gaspar Noé, Irréversible, nel quale è presente una scandalosa scena di stupro della durata di più di nove minuti, girata in un unico long take di un quarto d'ora. L'idea iniziale del regista era quella di inserire nel film delle scene di sesso reale fra i due protagonisti e coniugi, ma a seguito del rifiuto di entrambi si arrivò a concepire l'idea della violenza sessuale. La pellicola è stata presentata in concorso al 55º Festival di Cannes e ha vinto il Cavallo di Bronzo allo Stockholm Film Festival. 
Dodici mesi dopo, Bellucci è stata la madrina della 56ª edizione del Festival a Cannes.
Il 2002 è anche l'anno in cui ha preso parte a celebri produzioni americane. Dopo L'ultima alba a fianco di Bruce Willis ha interpretato Persephone in Matrix Reloaded e Matrix Revolutions, per poi vestire i panni, nuovamente in Italia, di Maria Maddalena ne La passione di Cristo, pellicola diretta da Mel Gibson e recitata interamente in latino e aramaico.

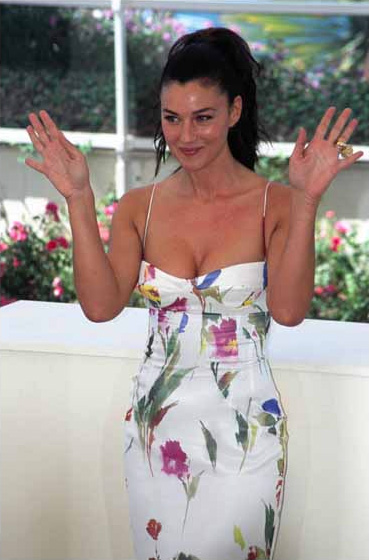
Bellucci al Festival di Cannes 2002

Nel 2003 esce nelle sale italiane anche il terzo film del regista Gabriele Muccino, dal titolo Ricordati di me, in cui la Bellucci è una madre e moglie che rincontra dopo anni un amico ed ex fidanzato (Fabrizio Bentivoglio).  Dall'interpretazione di questo personaggio ottiene una nomination ai David di Donatello e vince ai Nastro d'argento. Nello stesso anno viene scritturata per il ruolo di Mina Harker ne La leggenda degli uomini straordinari, ma rifiuta l'ingaggio a causa di altri impegni già presi.
Nel 2004 è un agente segreto nel francese Agents secrets, la figlia lesbica di un mafioso per Spike Lee e l'adorabile/terribile strega del fantasy di Terry Gilliam I fratelli Grimm e l'incantevole strega. Viene scritturata per il ruolo di Renata Crest in The Ice Harvest (2005), ma deve rifiutare improvvisamente per via della sua prima gravidanza; la parte a lei destinata va a Connie Nielsen. Pochi mesi dopo la nascita della primogenita, è Daniela, prostituta italiana nel film di Bertrand Blier Per sesso o per amore?, con Gérard Depardieu. Nello stesso anno Paolo Virzì le offre l'interpretazione di una baronessa simpatica e un po' godereccia, ruolo nel quale rimarca con ironia il suo accento di Città di Castello, aggiungendo un pizzico di perugino; il film s'intitola N (Io e Napoleone) e apre tra gli applausi la prima edizione del Festival del Cinema di Roma.
Dopo L'eletto, di Guillaume Nicloux, nel 2007 è un'affascinante fisioterapista che fa perdere la testa al personaggio interpretato da Riccardo Scamarcio in Eros, primo episodio del film Manuale d'amore 2 - Capitoli successivi di Giovanni Veronesi. Il regista francese Alain Corneau la vuole invece bionda nel film noir Le deuxième souffle, dove recita al fianco di Daniel Auteuil. Con Clive Owen è inoltre protagonista assoluta del film d'azione Shoot 'Em Up - Spara o muori!, scritto, disegnato, e diretto da Michael Davis. Successivamente è la protagonista assoluta di Heartango, cortometraggio pubblicitario per Intimissimi diretto da Gabriele Muccino.
Nel 2008 partecipa al Festival di Cannes con il film italiano fuori concorso di Marco Tullio Giordana Sanguepazzo, dove veste i panni di Luisa Ferida, la diva dell'era fascista, moglie di Osvaldo Valenti. Lo stesso anno apre la terza edizione del Festival del Cinema di Roma, presentandosi con il film drammatico L'uomo che ama di Maria Sole Tognazzi.

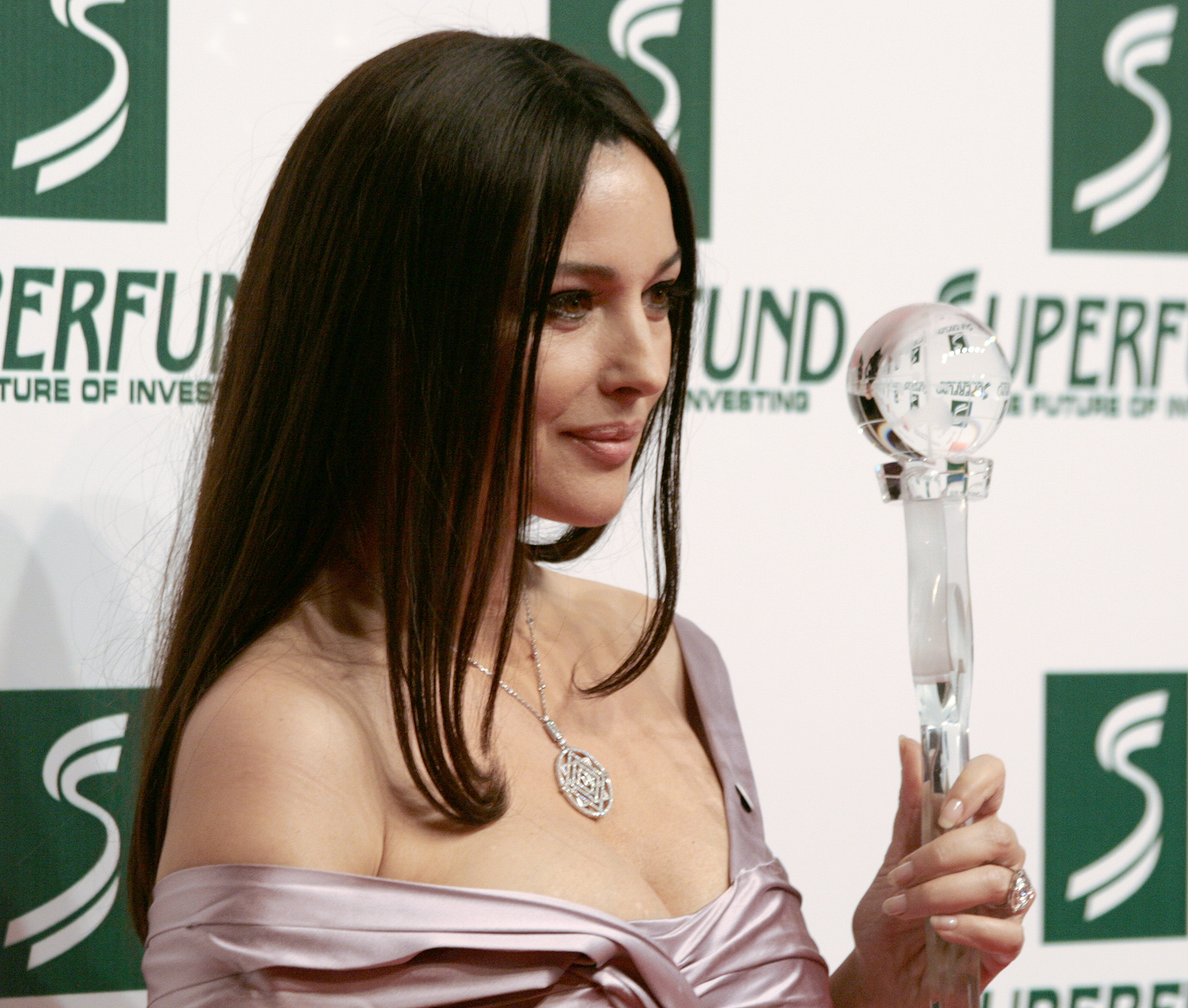
Bellucci al ritiro del Women's World Award nel 2009

Nel marzo 2009 le viene conferito il World Actress Award durante la cerimonia dei Women's World Awards, tenutasi a Vienna. Al Festival di Berlino dello stesso anno viene presentato La vita segreta della signora Lee di Rebecca Miller, dove recita con altrettanti grandi nomi del cinema internazionale tra cui Robin Wright Penn, Winona Ryder, Julianne Moore e, per la terza volta, Keanu Reeves. Presenta nello stesso anno al festival di Cannes il film fuori concorso Ne te retourne pas, diretto da Marina De Van, thriller psicologico che vede la partecipazione di un'altra icona del cinema francese, Sophie Marceau.
Alla quarta edizione del Festival del Cinema di Roma veste i panni di Tosca con Andrea Bocelli nel cortometraggio firmato da Franco Zeffirelli Omaggio a Roma, voluto fortemente dal Palazzo Senatorio per promuovere l'immagine della capitale nel mondo. Sempre nel 2009 torna su un set di Tornatore, per un cameo in Baarìa.

#### Anni 2010
Nel 2010 prende parte ai film L'apprendista stregone, prodotto dalla Walt Disney Pictures, con protagonista Nicolas Cage, e al thriller The Whistleblower con Rachel Weisz. Nel 2011, subito dopo la seconda gravidanza, è fra i protagonisti con tanto di scena di nudo, in Un été brûlant, film diretto da Philippe Garrel e partecipante a vari festival del cinema internazionale; è in Manuale d'amore 3 con Robert De Niro, Carlo Verdone, Michele Placido, Laura Chiatti e Riccardo Scamarcio, ed è inoltre ospite, con De Niro, nella quarta puntata del Festival di Sanremo 2011. Nello stesso anno compare in una serie televisiva (R.I.S. Roma) per la prima volta dagli esordi, ed è nel ruolo di sé stessa, presentata come amica di Bianca Proietti, interpretata da Lucia Rossi, nata nella stessa città dell'attrice. Seguono Rhino Season con la regia di Bahman Ghobadi nel 2012, e la commedia francese Benvenuti a Saint Tropez (Des Gens Qui S'embrassent), scritta e diretta da Danièle Thompson.

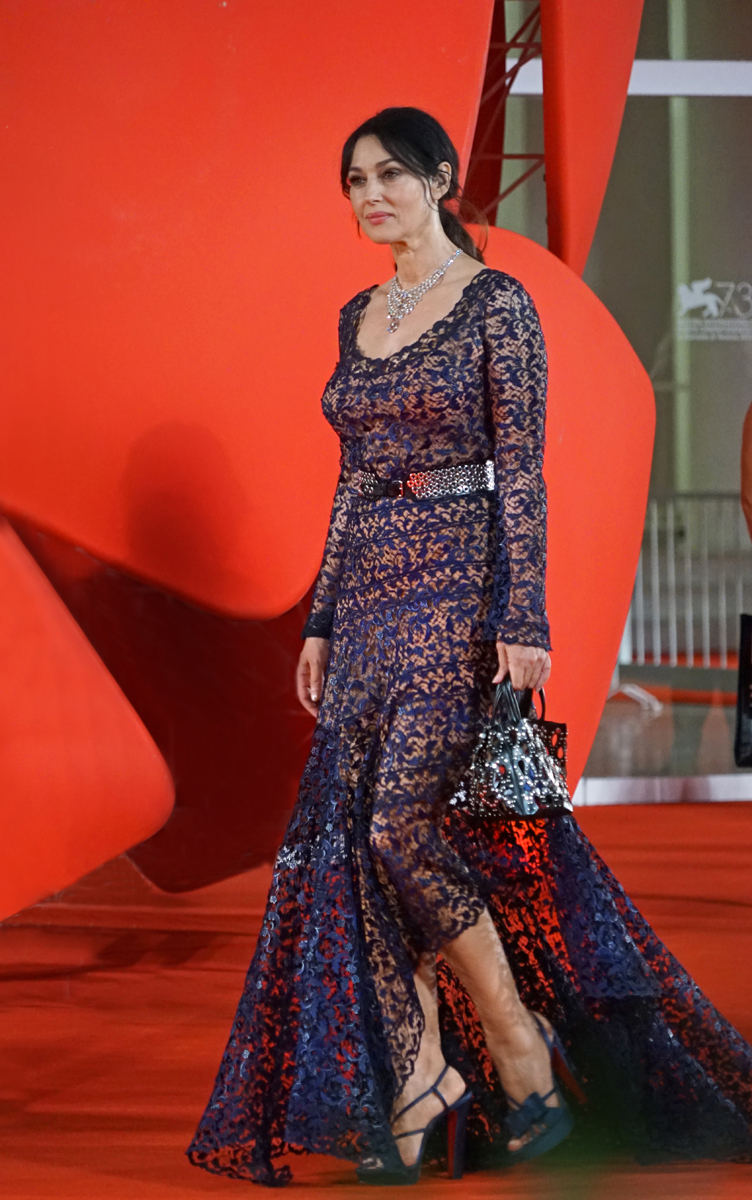
Bellucci nel 2016, sul tappeto rosso della 73ª Mostra internazionale d'arte cinematografica di Venezia

Il 3 gennaio 2013 è pubblica la notizia della conferma nel cast di Uno per tutti, noir psicologico diretto da Mimmo Calopresti e tratto dall'omonimo romanzo di Gaetano Savatteri; le viene affidato in questo film il ruolo dell'unica protagonista femminile, ma per ragioni riconducibili ai molteplici impegni dell'attrice e ai molti slittamenti della realizzazione del film, tale ruolo verrà poi ricoperto dalla collega (e amica) Isabella Ferrari. Nell'estate dello stesso anno è in Serbia per girare la nuova opera di Emir Kusturica, di cui è co-protagonista insieme al regista che per la prima volta è anche in veste di attore; le riprese di tale film, come d'abitudine del regista, si protraggono per diverse stagioni estive fino al 2016. Esordisce nel cinema brasiliano con Na Quebrada (regia di Fernando Grostein Andrade) per poi tornare in Italia nella seconda opera di Alice Rohrwacher: Le meraviglie, premiato al Festival di Cannes 2014 con il premio Grand Prix Speciale della Giuria.
Nell'autunno 2014 è in Canada per concludere le riprese del drammatico Ville-Marie, in cui interpreta la protagonista, un'attrice di successo ma madre in forte difficoltà; il film, di Guy Édoin, viene presentato al Toronto film festival nell'agosto dell'anno successivo ottenendo l'apprezzamento di pubblico e critica e in seguito alla Festa del Cinema di Roma 2015 ed al Festival MIX Milano 2016. A dicembre 2014 entra nel cast di Spectre, ventiquattresimo capitolo della saga di James Bond, diretto da Sam Mendes, nel quale veste i panni di Lucia Sciarra, vedova di un uomo mafioso rimasto ucciso; nell'occasione, a cinquant'anni compiuti e con quattro anni in più rispetto al protagonista Daniel Craig, diviene la Bond girl più matura di sempre della serie cinematografica.
Nel febbraio 2016 la critica del Dublin International Film Festival (DIFF) la premia come migliore attrice per l'interpretazione in Ville-Marie. Circa due mesi dopo, il 25 aprile, la rete televisiva statunitense Showtime rende pubblica la lista dei 217 attori che saranno presenti nella terza stagione della serie TV cult degli anni '90 Twin Peaks di David Lynch, in cui compare fra le new entry anche Monica Bellucci. Nel giugno-luglio dello stesso anno è a Venezia per le riprese di Mozart in the Jungle, a cui prende parte per la prima metà della terza stagione interpretando Alessandra, cantante lirica che tenta di riconquistare il successo dopo anni di difficoltà. Il 9 settembre chiude invece la 73ª Mostra internazionale d'arte cinematografica di Venezia con la presentazione del film di Kusturica On the Milky Road - Sulla Via Lattea, concluso dopo quattro anni di lavoro e molto applaudito dalla sala stampa.
Nel giugno 2017 l'Academy of Motion Picture Arts and Sciences la invita al suo interno come membro fisso in rappresentanza dell'Italia, accettando entra a far parte della numerosa giuria di votanti responsabili di assegnare i Premi Oscar dall'edizione del 2018 in poi.
Dopo aver aperto e chiuso, nel ruolo di Madrina, la settantesima edizione del Festival di Cannes, nel settembre 2017 arriva al Festival internazionale di San Sebastian per ricevere il premio Donostia alla carriera. Nel giorno precedente a quello del suo cinquantatreesimo compleanno, viene annunciata la sua partecipazione al film Nekromancer, degli australiani Kiah e Tristan Roache-Turner.
Il Festival Filming On Italy di Los Angeles le dedica l'intera giornata del 31 gennaio 2018 proiettando alcuni suoi film e consegnandole due riconoscimenti: il Filming On Italy Best Career Award alla carriera e l'IIC Los Angeles Creativity Award dell'Istituto Italiano di Cultura di Los Angeles come "eccellenza italiana nel mondo".

#### Anni 2020

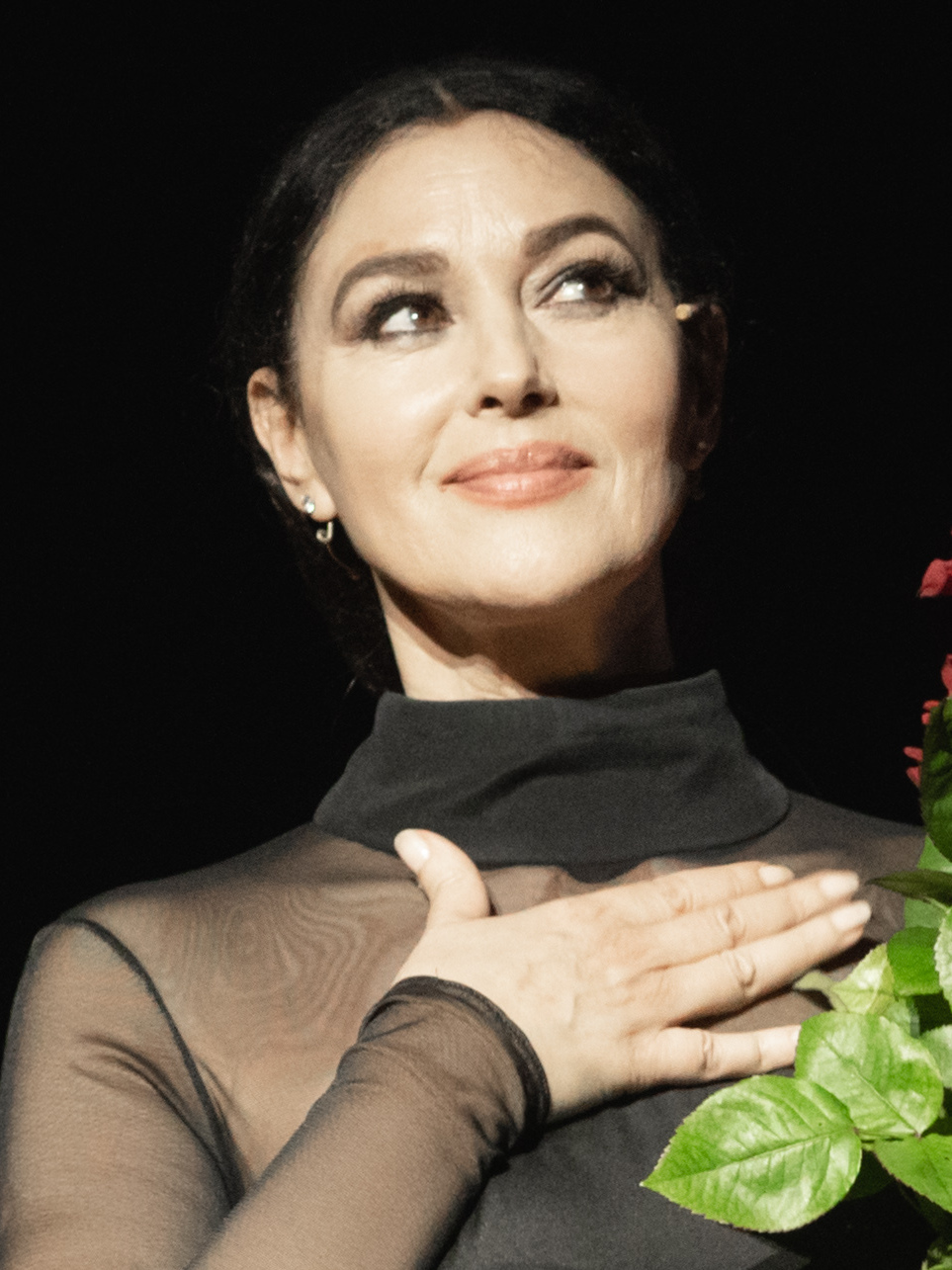
Bellucci nel 2022, sul palco dell'His Majesty's Theatre di Londra, al termine dello spettacolo Maria Callas - Lettere e memorie

In teatro è protagonista, nella tournée teatrale internazionale, dal 2019 al 2023, del testo scritto e diretto da Tom Volf Maria Callas - Lettere e memorie, dove Monica racconta Maria; nel 2023 è diventato un docufilm presentato alla 18ª Festa del Cinema di Roma, nella sezione "Storia del cinema", per la regia di Volf.
Nel 2021 recita nel ruolo di Dolores nel film La Befana vien di notte II - Le origini di Paola Randi, prequel de La Befana vien di notte. L'anno seguente interpreta la duchessa Altea di Vallenberg nel film Diabolik - Ginko all'attacco!, sequel di Diabolik, al fianco di Giacomo Gianniotti, Miriam Leone e Valerio Mastandrea; riprenderà il ruolo nel sequel del 2023, Diabolik - Chi sei?, sempre per la regia dei Manetti Bros. Nel 2024 è nel cast del film Beetlejuice Beetlejuice, presentato in anteprima come film d'apertura fuori concorso dell'81ª Mostra internazionale d'arte cinematografica di Venezia, in cui viene diretta per la prima volta dal compagno Tim Burton; la pellicola è il sequel di Beetlejuice - Spiritello porcello, diretto da Burton nel 1988, e vede Bellucci nel cast insieme a Michael Keaton, Winona Ryder, Willem Dafoe, Catherine O'Hara, Jenna Ortega, Justin Theroux e Danny De Vito.

## Vita privata
Nel 1984 sposa il fotografo italiano di origine argentina Claudio Carlos Basso con una cerimonia molto riservata, ma i due si separano nel giro di qualche mese. Dal 1990 ha una relazione di circa sei anni con l'attore italiano Nicola Farron, che dura finché, sul set del film L'appartamento, conosce l'attore francese Vincent Cassel. La Bellucci e Cassel si sposano il 3 agosto 1999 a Montecarlo e hanno due figlie, nate entrambe in Italia, a Roma, per volontà dell'attrice: Deva, nata il 12 settembre 2004, e Léonie, il 21 maggio 2010. Nell'agosto 2013, dopo alcune voci riportate da una rivista di gossip francese, l'ufficio stampa dell'attrice annuncia tramite ANSA la separazione della coppia dopo quattordici anni di matrimonio, definendola "di comune accordo". I due non avevano mai vissuto insieme per lunghi periodi e l'attrice ha sempre dichiarato di fare una vita "nomade", spostandosi soprattutto fra Italia, Parigi e Londra (dove dal 2003 possiede un appartamento nel quartiere Chelsea), a differenza del marito, che quando era libero dagli impegni cinematografici si recava a Rio De Janeiro.
Dal 2011, tuttavia, la coppia aveva occasionalmente trascorso con le figlie del tempo in Brasile, dove nell'autunno 2012 e nel gennaio 2013 l'attrice annuncia un imminente trasferimento. La sua permanenza nella città carioca durerà non molte settimane, prima della separazione definitiva. Da allora l'attrice risiede con le figlie a Parigi. Quattro anni dopo, nel marzo 2017, il sito Dagospia pubblica un articolo in cui vengono riportati alcuni dettagli della doppia vita che Cassel conduceva a Rio alle spalle della moglie. Tali indiscrezioni, che sarebbero le ultime reali motivazioni del divorzio voluto da lei, verranno pienamente confermate, seppur con riserbo, nelle interviste all'attrice nei mesi successivi. Dal settembre 2016 possiede anche un'abitazione a Lisbona, dove ha dichiarato di volersi trasferire. È legata sentimentalmente dal 2023 al regista Tim Burton.
Si è dichiarata agnostica, nonostante abbia ricevuto un'educazione cattolica. Oltre all'italiano parla correntemente il francese e l'inglese; conosce anche il portoghese e lo spagnolo. Ha inoltre recitato in aramaico, persiano, serbo, latino, in un dialetto del sud francese e in diversi dialetti italiani. Il 27 settembre 2009 è tra i firmatari dell'appello rivolto alle autorità svizzere per il rilascio del regista Roman Polański, detenuto in attesa di essere estradato negli Stati Uniti. Il colonnello Valerio Gildoni era suo cugino di secondo grado.

## Filmografia

Bellucci ne L'ultimo capodanno (1998)

### Attrice

#### Cinema
- La riffa, regia di Francesco Laudadio (1991)
- Ostinato destino, regia di Gianfranco Albano (1992)
- Dracula di Bram Stoker (Bram Stoker's Dracula), regia di Francis Ford Coppola (1992)
- Briganti - Amore e libertà, regia di Marco Modugno (1993)
- I mitici - Colpo gobbo a Milano, regia di Carlo Vanzina (1994)
- Palla di neve, regia di Maurizio Nichetti (1995)
- Il cielo è sempre più blu, regia di Antonio Luigi Grimaldi (1995)
- L'appartamento (L'Appartement), regia di Gilles Mimouni (1996)
- Dobermann, regia di Jan Kounen (1997)
- Stressati, regia di Mauro Cappelloni (1997)
- Mauvais genre, regia di Laurent Bénégui (1997)
- Come mi vuoi, regia di Carmine Amoroso (1997)
- Compromis, regia di Sébastien Sort – cortometraggio (1998)
- Il piacere e i suoi piccoli inconvenienti (Le Plaisir et ses petits tracas), regia di Nicolas Boukhrief (1998)
- L'ultimo capodanno, regia di Marco Risi (1998)
- A los que aman, regia di Isabel Coixet (1998)
- Unruly - Nessuna regola, regia di Philippe Bérenger (1999)
- Come un pesce fuor d'acqua (Comme un poisson hors de l'eau), regia di Hervé Hadmar (1999)
- Under Suspicion, regia di Stephen Hopkins (2000)
- Striptease - Attrazione mortale (Striptease), regia di Richard Bean (2000)
- Malèna, regia di Giuseppe Tornatore (2000)
- Dear Father, regia di Olivier Megaton – cortometraggio (2001)
- Il patto dei lupi (Le Pacte des loups), regia di Christophe Gans (2001)
- Asterix e Obelix - Missione Cleopatra (Astérix et Obélix: Mission Cléopâtre), regia di Alain Chabat (2002)
- Irréversible, regia di Gaspar Noé (2002)
- Ricordati di me, regia di Gabriele Muccino (2003)
- L'ultima alba (Tears of the Sun), regia di Antoine Fuqua (2003)
- Matrix Reloaded (The Matrix Reloaded), regia di Andy e Larry Wachowski (2003)
- Matrix Revolutions (The Matrix Revolutions), regia di Andy e Larry Wachowski (2003)
- La passione di Cristo (The Passion of the Christ), regia di Mel Gibson (2004)
- Agents secrets, regia di Frédéric Schoendoerffer (2004)
- Lei mi odia (She Hate Me), regia di Spike Lee (2004)
- I fratelli Grimm e l'incantevole strega (The Brothers Grimm), regia di Terry Gilliam (2005)
- Per sesso o per amore? (Combien tu m'aimes?), regia di Bertrand Blier (2005)
- Sheitan, regia di Kim Chapiron (2006)
- N (Io e Napoleone), regia di Paolo Virzì (2006)
- L'eletto (Le Concile de pierre), regia di Guillaume Nicloux (2006)
- Manuale d'amore 2 - Capitoli successivi, regia di Giovanni Veronesi (2007)
- Shoot 'Em Up - Spara o muori! (Shoot 'Em Up), regia di Michael Davis (2007)
- Le deuxième souffle, regia di Alain Corneau (2007)
- Sanguepazzo, regia di Marco Tullio Giordana (2008)
- L'uomo che ama, regia di Maria Sole Tognazzi (2008)
- La vita segreta della signora Lee (The Private Lives of Pippa Lee), regia di Rebecca Miller (2009)
- Non ti voltare (Ne te retourne pas), regia di Marina de Van (2009)
- Baarìa, regia di Giuseppe Tornatore – cameo (2009)
- Omaggio a Roma, regia di Franco Zeffirelli – cortometraggio (2009)
- L'apprendista stregone (The Sorcerer's Apprentice), regia di Jon Turteltaub (2010)
- The Whistleblower, regia di Larysa Kondracki (2011)
- Manuale d'amore 3, regia di Giovanni Veronesi (2011)
- Un été brûlant, regia di Philippe Garrel (2011)
- Le stagioni del rinoceronte (Rhino Season), regia di Bahman Ghobadi (2012)
- Benvenuti a Saint-Tropez (Des gens qui s'embrassent), regia di Danièle Thompson (2013)
- Le meraviglie, regia di Alice Rohrwacher (2014)
- Na Quebrada, regia di Fernando Grostein Andrade (2014)
- Ville-Marie, regia di Guy Édoin (2015)
- Spectre, regia di Sam Mendes (2015)
- On the Milky Road - Sulla Via Lattea (On the Milky Road), regia di Emir Kusturica (2016)
- Nekromancer, regia di Kiah Roache-Turner (2018)
- Armi chimiche (Spider in the Web), regia di Eran Riklis (2019)
- I migliori anni della nostra vita (Les Plus Belles Années d'une vie), regia di Claude Lelouch (2019)
- L'uomo che vendette la sua pelle (The Man Who Sold His Skin), regia di Kaouther Ben Hania (2020)
- The Girl in the Fountain, regia di Antongiulio Panizzi (2021)
- Fantasie (Les Fantasmes), regia di Stéphane Foenkinos e David Foenkinos (2021)
- La Befana vien di notte II - Le origini, regia di Paola Randi (2021)
- Memory, regia di Martin Campbell (2022)
- Siccità, regia di Paolo Virzì (2022)
- Diabolik - Ginko all'attacco!, regia dei Manetti Bros. (2022)
- Diabolik - Chi sei?, regia dei Manetti Bros. (2023)
- Mafia Mamma, regia di Catherine Hardwicke (2023)
- Maria Callas - Lettere e memorie, regia di Tom Volf – docufilm (2023)
- Paradis Paris, regia di Marjane Satrapi (2024)
- Beetlejuice Beetlejuice, regia di Tim Burton (2024)

#### Televisione
- Vita coi figli, regia di Dino Risi – miniserie TV (1990)
- Giuseppe, regia di Roger Young – film TV (1995)
- R.I.S. Roma - Delitti imperfetti – serie TV, episodio 2x13 (2011)
- Platane – serie TV, 4 episodi (2011)
- Rose, c'est Paris, regia di Serge Bramly – film TV (2010)
- Mozart in the Jungle – serie TV, 5 episodi (2016)
- Twin Peaks – serie TV, episodio 1x14 (2017)
- Il miracolo – serie TV, episodio 1x07 (2018)
- Call My Agent! (Dix pour cent) – serie TV (2018)
- L'amour flou – serie TV (2021)
- Ça, c'est Paris! – serie TV (2025)

## Teatro
- Maria Callas. Lettere e memorie, testo e regia di Tom Volf, prodotto da Les Visiteurs du Soir (2019-2023)[75][51]

## Doppiaggio
- Prince of Persia: Spirito guerriero (Prince of Persia: Warrior Within) – videogioco (2004) – Kaileena[76]

## Pubblicità
- Annabella, con Alain Delon protagonista (1989)
- Camellia Jewels (1990)
- Dolce & Gabbana Parfum (1996), di Giuseppe Tornatore con arrangiamenti musicali di Ennio Morricone
- Infiore (1997), di Alessandro D'Alatri
- Sicily D&G (2002), di Giuseppe Tornatore con arrangiamenti musicali di Ennio Morricone
- Astor Mascara (2003), di Bruno Aveillan
- Rouge Dior (2006)
- Breil (2006-2007), di Giovanni Bedeschi
- Intimissimi / Heartango (2007), di Gabriele Muccino
- Hypnotic Poison Dior (2009)
- Martini Gold by Dolce & Gabbana (2010), di Jonas Åkerlund
- Perlage Cisowianka (2012)
- "Monica Lipstick Collection" by Dolce & Gabbana[77] (2012)
- "Classic Cream Lipstick" by Dolce & Gabbana[78](2014)
- Testimonial di Nivea[79] (2018)

## Riconoscimenti
- David di Donatello
  - 2003 – Candidatura alla migliore attrice non protagonista per Ricordati di me
  - 2021 – Premio alla carriera
- Globo d'oro
  - 1998 – Miglior attrice per L'ultimo capodanno
  - 2005 – Globo d'oro europeo
- Nastro d'argento
  - 2003 – Migliore attrice non protagonista per Ricordati di me
  - 2004 – Candidatura alla migliore attrice non protagonista per La passione di Cristo
  - 2007 – Candidatura alla miglior attrice non protagonista per N (Io e Napoleone)
  - 2017 – Nastro d'argento europeo per On the Milky Road - Sulla Via Lattea
  - 2024 – Protagonista dell'anno per Maria Callas: lettere e memorie
- Premio César
  - 1997 – Candidatura alla migliore promessa femminile per L'appartamento
- MTV Movie Awards
  - 2004 – Candidatura al miglior bacio (con Keanu Reeves)

- Women's World Actress Award nel 2009.
- Premio Vittorio De Sica, conferitole nel 2010 dal Presidente della Repubblica Italiana Giorgio Napolitano.[80]
- Super Ciak d'oro nel 2014.[81]
- La giuria del Dublin International Film Festival (DIFF) la premia come Best Actress nel 2016 per l'interpretazione in Ville-Marie.[37][38][39]
- Eastern Star Award al 28° Trieste Film Festival (2017) per On the Milky Road - Sulla Via Lattea.[82]
- Filming On Italy Best Career Award, riconoscimento alla carriera dal Festival Filming on Italy 2018, ed IIC Los Angeles Creativity Award, riconoscimento all’eccellenza italiana nel mondo dall'Istituto italiano di cultura di Los Angeles (2018).[50]
- Premio Magritte onorario nel 2020
- Premi Flaiano 2021 – Premio internazionale alla carriera[83]
- Torino Film Festival 2021 – Premio Stella della Mole per l'Innovazione Artistica

## Omaggi
Molto apprezzata in Francia, è stata eletta "donna più bella del mondo" dagli spettatori dello show televisivo La Plus belle femme du monde andato in onda l'8 novembre 2004. Nella lista "Le 50 donne più sexy del mondo" di Maxim del 1999 è stata collocata al sesto posto; dalla stessa rivista è stata collocata al nono della lista "Le 100 donne più sexy del mondo" nel 2002, e alla prima posizione nella lista "Le donne più desiderate" della testata online AskMen nello stesso anno.
Nel 2004, dopo essere stata proclamata "attrice più ammirata" in Francia, diventa anche la prima personalità non francese scelta per attivare l'illuminazione degli Champs Élysees nella tradizionale cerimonia parigina che apre il periodo natalizio ogni anno.
Dal 25 aprile 2005 nel museo Grévin di Parigi è esposta una statua di cera che la ritrae; mentre a Lione, presso il roseto del parco de la Tête d'Or, è stata creata in suo onore una rosa bicolore, che porta appunto il nome di Monica Bellucci.
Musa di artisti affermati ma anche pressoché sconosciuti (gli omaggi di questi ultimi sono rintracciabili quasi esclusivamente grazie al web), il gruppo hip-hop croato Ulični Parlament pubblica nel 2011 una canzone nel dialetto di Pola intitolata con il nome dell'attrice italiana, e nel 2016 il cantautore e musicista guatemalteco Ricardo Arjona inserisce nel suo quindicesimo album una composizione dal titolo Malena, ispirata al personaggio interpretato dalla Bellucci nell'omonimo film. Nell'agosto 2017 anche il cantante tedesco RIN pubblica una canzone hip-hop intitolata Monica Bellucci, estratto che precede l'uscita dell'album Eros.

## Doppiatrici italiane
In molti casi è stata l'attrice stessa a doppiarsi per il mercato italiano e francese. In altre occasioni è stata doppiata da:
- Irene Di Valmo in Ostinato destino, I fratelli Grimm e l'incantevole strega, Per sesso o per amore?, Sheitan, L'eletto, Non ti voltare, L'onore delle armi
- Emanuela D'Amico in Méditerranée, Come un pesce fuor d'acqua
- Laura Boccanera in La riffa, Striptease - Attrazione mortale
- Margherita Sestito in Vita coi figli

Come doppiatrice è stata sostituita da:
- Giò Giò Rapattoni in Prince of Persia: Spirito guerriero